# بی‌نهایت تقسیم‌پذیر (احتمال)
در نظریه احتمال، توزیع احتمالی F را بی‌نهایت تقسیم‌پذیر گویند اگر برای هر متغیر تصادفی X با توزیع احتمالی F و هر عدد طبیعی n ، n متغیر مستقل و با توزیع یکسان مانند X۱، ...، Xn یافت شود، به گونه‌ای که حاصل جمع آنها برابر با X باشد. (معمولاً توزیع احتمالی n متغیر تصادفی متفاوت از توزیع X است.)

## مثال‌ها
توزیع پواسون، توزیع دوجمله‌ای منفی، توزیع نمایی، توزیع هندسی، توزیع گاما، و توزیع تباهیده مثال‌هایی از توابع توزیع بی‌نهایت تقسیم‌پذیر هستند. همچنین توزیع نرمال، توزیع کوشی و تمامی دیگر اعضای خانواده توزیع‌های پایدار در این دسته از توزیع‌ها قرار می‌گیرند. توزیع یکنواخت و دوجمله‌ای بی‌نهایت تقسیم‌پذیر نیستند. توزیع تی–استودنت بی‌نهایت تقسیم‌پذیر است ولی توزیعی که معکوس آن از توزیع تی−استودنت پیروی کند بی‌نهایت تقسیم‌پدیر نیست.

## منبع
1. ↑  Steutel, F. W. (1979), "Infinite Divisibility in Theory and Practice" (with discussion), Scandinavian Journal of Statistics. 6, 57–64.
2. ↑   degenerate distribution
3. ↑  Sato, Ken-iti (1999). Lévy Processes and Infinitely Divisible Distributions. Cambridge University Press. p. 31. ISBN 978-0521553025.
4. ↑  Johnson, N.L., Kotz, S., Balakrishnan, N. (1995) Continuous Univariate Distributions, Volume 2, 2nd Edition. Wiley, ISBN 0-471-58494-0 (Chapter 28, page 368)